# Viêm động mạch
Viêm động mạch là tình trạng viêm của thành động mạch, thường là kết quả của nhiễm trùng hoặc phản ứng tự miễn dịch. Viêm động mạch là một rối loạn phức tạp, và vẫn chưa hoàn toàn được hiểu rõ. Viêm động mạch có thể được phân biệt bởi các loại khác nhau, dựa trên các hệ thống cơ quan bị ảnh hưởng do bệnh này. Một biến chứng của viêm động mạch là huyết khối, có thể gây tử vong. Viêm động mạch và viêm tĩnh mạch là các dạng viêm mạch.

## Dấu hiệu và triệu chứng
Các triệu chứng của viêm động mạch nói chung có thể bao gồm:
- Viêm
- Sốt
- Tăng sản xuất hồng cầu (hồng cầu)
- Đi khập khiễng
- Giảm tốc độ mạch

## Chẩn đoán
Chẩn đoán viêm động mạch dựa trên các triệu chứng y tế bất thường. Các triệu chứng tương tự có thể được gây ra bởi một số tình trạng khác, chẳng hạn như hội chứng Ehlers-Danlos và hội chứng Marfan (cả hai rối loạn có thể di truyền của mô liên kết), bệnh lao, giang mai, spondyloarthropathies, hội chứng Cogans, Buerger, Behcet, và Kawasaki. Các kỹ thuật hình ảnh khác nhau có thể được sử dụng để chẩn đoán và theo dõi tiến triển bệnh. Phương thức hình ảnh có thể bao gồm chụp động mạch trực tiếp, chụp mạch cộng hưởng từ và siêu âm.
Chụp động mạch thường được sử dụng trong chẩn đoán viêm động mạch Takayasu, đặc biệt là trong giai đoạn tiến triển của bệnh, khi hẹp động mạch, tắc và phình động mạch có thể được quan sát. Tuy nhiên, chụp động mạch là một nghiên cứu tương đối xâm lấn, cho bệnh nhân sử dụng liều lượng phóng xạ lớn, vì vậy không được khuyến cáo theo dõi thường xuyên, theo dõi lâu dài tiến triển bệnh ở bệnh nhân bị viêm động mạch Takayasu.
Chụp cắt lớp vi tính có thể xác định kích thước của động mạch chủ và các nhánh xung quanh của nó, và có thể xác định các tổn thương thành mạch trong giai đoạn giữa đến cuối của viêm động mạch. CTA cũng có thể cho thấy lưu lượng máu trong các mạch máu. Giống như chụp động mạch, CTA cho bệnh nhân dùng liều phóng xạ cao.